# パク・ソンフン (歌手)
パク・ソンフン（朝: 박성훈; 英: Park Sunghoon、2002年12月8日 - ）は、韓国の歌手であり、男性アイドルグループENHYPENのメンバーである。元フィギュアスケート選手の経歴を持つ。韓国京畿道水原市出身。身長180cm。血液型はO型。BELIFT LAB所属。
フィギュアスケート選手時の主な戦績は、2013年韓国フィギュアスケート選手権ノービス銀メダル、2014年韓国フィギュアスケート選手権ジュニア銀メダル、2015年アジアフィギュア杯アドバンスドノービス金メダル、2015年ロンバルディアトロフィーアドバンスドノービス金メダル、2016年アジアフィギュア杯・2017年アジアフィギュア杯ジュニア銀メダル。

## 略歴

### 幼少期
2002年12月8日、韓国京畿道水原市に生まれる。
幼少期から重い弱視があり、右目がほとんど見えていなかった。4年間の懸命な治療の末に現在は回復しているが、負担が大きいものであったため、内向的な性格となってしまった。そのソンフンを見かねた両親は、彼が7歳の時にアイスホッケーを勧めた。9歳の時には、体格の問題からフィギュアスケートに転向した。よりたくさん練習することができるスケートリンクを探し、小学校6年生になるまでに3回の転校を重ねた。

### フィギュアスケート選手時代
ソンフンは2015/2016 フィギュアスケートシーズンに、アジアフィギュア杯とロンバルディアトロフィーの2つの国際的な上級初心者大会で優勝した。その後、2016/2017 フィギュアスケートシーズンに国際ジュニアデビューを果たした。アジアフィギュア杯で銀メダルを獲得し、韓国代表としてエストニアで開催されたISUジュニアグランプリに出場した。翌年もアジアフィギュア杯で銀メダルを獲得し、ポーランドで開催されたISUジュニアグランプリに出場した。
2018/2019 フィギュアスケートシーズンでは国際シニア競技の出場資格年齢に達した。2018/2019 ISUチャレンジャーシリーズでは2018年アジアフィギュア杯と2018 CSインゲボルク・ゾラー記念 アルペントロフィーの2大会に出場した。
ソンフンはこの頃から、BTSのステージを見て「アイドルになりたい」という想いが生まれ、BIGHITの練習生となり、2018年から2年間のフィギュアスケート選手とアイドル練習生の両立を選択した。

### ENHYPENとして
2020年6月、CJ E&MとBig Hit Entertainmentの合併会社であるBelift LabとMnetが制作したアイドルサバイバル番組『I-LAND』に参加し、最終選考に残った12人のうちの一人となった。後に男性アイドルグループENHYPENのメンバーとして加入し、11月30日にデビューした。
2021年9月2日、ジョンウォン、ヒスン、ジェイ、ジェイク、ソンフンが新型コロナウイルスに感染したことがWeverseを通じて発表された。「隔離中、ジェイクが8月29日から咳と発熱の症状が見られ、管轄保健所に報告した後、先にPCR検査を行い、30日午前に新型コロナウィルスの陽性判定を受けた。続いてジョンウォン、ヒスン、ジェイ、ソンフンも30日から似たような症状が見られたため、PCR検査を行ったところ、陽性との結果を受けた」と経緯が説明された。8月25日の撮影現場の関係者の感染を受け、8月26日から先制的対応を取り自主隔離に入り、27日に防疫当局から新型コロナウイルスの濃厚接触者として自主隔離の対象者に指定され、9月8日までのスケジュールをすべてキャンセルした。これに伴い、19日に予定していた韓国でのイベント『KCON:TACT HI 5』への出演を取り消したことも発表された。9月5日には、ニキも新型コロナウイルスに感染したことが発表された。16日、メンバー全員が完治判定を受けたことにより、生活治療センターから退所し、全員隔離解除されたことが発表された。

### 個人での活動
2021年9月27日、チャン・ウォニョン（現・IVE）と共にKBSの音楽番組『ミュージックバンク』の新MC（第37代目／TOMORROW X TOGETHERのチェ・スビンの後任）を務めることが発表された。10月8日より放送が開始され、初回はBTSの「Butter」のスペシャルステージを披露した。

## 出演

### テレビ番組
- 私の心のクレヨン 第426 - 427話「フィギュア少年ソンフンが飛び立つ」（2014年6月25日 - 6月26日、SBS）[22]
- I-LAND（2020年6月26日 - 9月18日、Mnet） - 出場者[3]
- ミュージックバンク（2021年10月8日 - 、KBS 2TV） - MC[23]
- KBS芸能大賞（2021年12月25日、KBS 2TV）[24]

### ラジオ
- パク・ソヒョンのラブゲーム（2021年8月14日、SBSパワーFM（英語版））[25]

## 受賞歴
- KBS芸能大賞 - ベストカップル賞（2021年、『ミュージックバンク』）[24] ※ウォニョン（IVE）と共同受賞

## フィギュアスケート選手時代の戦績

### ハイライト
| 国際大会                     | 国際大会                     | 国際大会 | 国際大会 | 国際大会 | 国際大会 | 国際大会 | 国際大会 | 国際大会 | 国際大会 |
| 大会/年                      | 大会/年                      | 12-13    | 13-14    | 14-15    | 15-16    | 16-17    | 17-18    | 18-19    | 19-20    |
| ---------------------------- | ---------------------------- | -------- | -------- | -------- | -------- | -------- | -------- | -------- | -------- |
| CS                           | アルペントロフィー           |          |          |          |          |          |          | 21       |          |
| CS                           | 2018年アジアフィギュア杯     |          |          |          |          |          |          | 7        |          |
| 国際大会: ジュニア、ノービス |                              |          |          |          |          |          |          |          |          |
| JGP                          | JGPエストニア                |          |          |          |          | 15       |          |          |          |
| JGP                          | JGPポーランド                |          |          |          |          |          | 16       |          |          |
|                              | アジアフィギュア杯           |          | 3 N      |          | 1 N      | 2 J      | 2 J      |          |          |
| ロンバルディアトロフィー     |                              |          |          | 1 N      |          |          |          |          |          |
| 全国                         |                              |          |          |          |          |          |          |          |          |
| 韓国フィギュアスケート選手権 | 韓国フィギュアスケート選手権 | 2 N      | 2 J      | 8        | 7        | 7        | 8        | 8        | 7        |

- CS = ISUチャレンジャーシリーズ
- JGP = ISUジュニアグランプリシリーズ
- J = ジュニア
- N = ノービス

### 詳細
| 開催日                | 大会名                                                               | レベル               | SP                 | FS                 | 結果               |
| 2019-2020 シーズン    | 2019-2020 シーズン                                                   | 2019-2020 シーズン   | 2019-2020 シーズン | 2019-2020 シーズン | 2019-2020 シーズン |
| --------------------- | -------------------------------------------------------------------- | -------------------- | ------------------ | ------------------ | ------------------ |
| 2020年1月3日-5日      | 2020年韓国フィギュアスケート選手権                                   | シニア               | 7 55.64            | 8 111.48           | 7 167.12           |
| 2018-2019 シーズン    |                                                                      |                      |                    |                    |                    |
| 2019年1月11日-13日    | 2019年韓国フィギュアスケート選手権                                   | シニア               | 8 55.63            | 7 107.03           | 8 162.66           |
| 2018年11月14日-17日   | 2018 CSインゲボルク・ゾラー記念 アルペントロフィー                   | シニア               | 26 42.54           | 21 91.87           | 21 134.41          |
| 2018年8月1日-5日      | 2018年アジアフィギュア杯                                             | シニア               | 5 58.62            | 8 105.14           | 7 163.76           |
| 2017-2018 シーズン    |                                                                      |                      |                    |                    |                    |
| 2018年1月5日-7日      | 2018年 韓国フィギュアスケート選手権                                  | シニア               | 8 58.12            | 8 108.87           | 8 166.99           |
| 2017年10月4日-7日     | 2017/2018 ISUジュニアグランプリシリーズ JGPポーランド/バルティック杯 | ジュニア             | 17 50.34           | 15 105.68          | 16 156.02          |
| 2017年8月2日-5日      | 2017年アジアフィギュア杯                                             | ジュニア             | 2 56.51            | 2 107.48           | 2 163.99           |
| 2016-2017 シーズン    |                                                                      |                      |                    |                    |                    |
| 2017年1月7日-9日      | 2017年韓国フィギュアスケート選手権                                   | シニア               | 8 49.08            | 7 112.21           | 7 161.29           |
| 2016年9月28日-10月1日 | 2016/2017 ISUジュニアグランプリシリーズ JGPエストニア/タリン杯       | ジュニア             | 14 53.47           | 17 92.54           | 15 146.01          |
| 2016年8月4日-6日      | 2016年アジアフィギュア杯                                             | ジュニア             | 2 60.43            | 2 119.40           | 2 179.83           |
| 2015-2016 シーズン    |                                                                      |                      |                    |                    |                    |
| 2016年1月8日-10日     | 2016年韓国フィギュアスケート選手権                                   | シニア               | 6 45.45            | 7 101.63           | 7 147.08           |
| 2015年9月17日-20日    | 2015年ロンバルディアトロフィー                                       | アドバンスドノービス | 1 33.16            | 1 78.80            | 1 111.96           |
| 2015年8月5日-8日      | 2015年アジアフィギュア杯                                             | アドバンスドノービス | 1 36.05            | 2 57.98            | 1 94.03            |
| 2014-2015 シーズン    |                                                                      |                      |                    |                    |                    |
| 2015年1月2日-4日      | 2015年韓国フィギュアスケート選手権                                   | シニア               | 8 40.25            | 8 91.53            | 8 131.78           |
| 2013-2014 シーズン    |                                                                      |                      |                    |                    |                    |
| 2014年1月3日-5日      | 2014年韓国フィギュアスケート選手権                                   | ジュニア             | 2 39.74            | 2 87.54            | 2 127.28           |
| 2013年8月8日-11日     | 2013年アジアフィギュア杯                                             | アドバンスドノービス | 3 36.30            | 4 54.60            | 3 90.90            |
| 2012-2013 シーズン    |                                                                      |                      |                    |                    |                    |
| 2013年1月4日-6日      | 2013年韓国フィギュアスケート選手権                                   | ノービス             | 1 27.29            | 2 46.43            | 2 73.72            |

- 太字は個人の最高記録

### プログラム使用曲
| シーズン  | ショートプログラム                                                                                        | フリースケーティング                                                                         |
| --------- | --- | -------------------------------------------------------------------------------------------- |
| 2019–2020 | You Are the Reason 作曲: カルム・スコット 振付: スコット・ブラウン                                        | Sarabande Suite (Aeternae) 作曲: グローバス 振付: シン・イェジ                               |
| 2018–2019 | 僕の歌は君の歌 映画『ムーラン・ルージュ』より 振付: ドリュー・ミーキンス                                  | オペラ座の怪人 作曲: アンドルー・ロイド・ウェバー 振付: 鈴木明子                             |
| 2017–2018 | 僕の歌は君の歌 映画『ムーラン・ルージュ』より 振付: ドリュー・ミーキンス                                  | ピアノ協奏曲第2番 作曲: セルゲイ・ラフマニノフ 振付: ドリュー・ミーキンス                    |
| 2016–2017 | Penser l'impossible ミュージカル『ロックオペラ モーツァルト』より 振付: シン・イェジ                      | 人知れぬ涙 オペラ『愛の妙薬』より Caruso 作曲: ルチアーノ・パヴァロッティ 振付: シン・イェジ |
| 2015–2016 | Viejos Aires 作曲: ニュータンゴアンサンブル 振付: 宮本賢二                                                | マスク・オブ・ゾロ 作曲: ジェームズ・ホーナー 振付: Tetsukasu Nakashima                      |
| 2014–2015 | Viejos Aires 作曲: ニュータンゴアンサンブル 振付: 宮本賢二                                                | Billy Elliot (Final, Angry Dance, Electricity) 作曲: エルトン・ジョン 振付: シン・イェジ     |
| 2013–2014 | Io ci sarò 演奏: アンドレア・ボチェッリ ピアノ協奏曲第3番 作曲: セルゲイ・ラフマニノフ 振付: シン・イェジ | Billy Elliot (Final, Angry Dance, Electricity) 作曲: エルトン・ジョン 振付: シン・イェジ     |
| 2012–2013 | Io ci sarò 演奏: アンドレア・ボチェッリ ピアノ協奏曲第3番 作曲: セルゲイ・ラフマニノフ 振付: シン・イェジ | レッドクリフ 作曲: 岩代太郎 振付: シン・イェジ                                               |
| 2011–2012 | | レッドクリフ 作曲: 岩代太郎 振付: シン・イェジ                                               |
| 2010–2011 | | スーパーマン 作曲: ジェリー・ゴールドスミス 振付: パク・ビンナ                               |